# Saddle Tramp
| Recensione | Giudizio |
| ---------- | -------- |
| AllMusic   |          |

Saddle Tramp è il settimo album della The Charlie Daniels Band, pubblicato dalla Epic Records nel 1976.
L'album ebbe un considerevole successo di classifica piazzandosi nella Top Ten (di country) e vincendo un disco d'oro.

## Tracce
Lato A
1. Dixie on My Mind – 2:33 (Charlie Daniels, Tom Crain, Joel DiGregorio, Fred Edwards, Charlie Hayward, Don Murray)
2. Saddle Tramp – 10:53 (Charlie Daniels, Tom Crain, Joel DiGregorio, Fred Edwards, Charlie Hayward, Don Murray)
3. Sweet Louisiana – 4:37 (Charlie Daniels)

Durata totale: 18:03
Lato B
1. Wichita Jail – 2:45 (Charlie Daniels)
2. Cumberland Mountain Number Nine – 4:41 (Tom Crain)
3. It's My Life – 6:00 (Charlie Daniels, Tom Crain, Joel DiGregorio, Fred Edwards, Charlie Hayward, Don Murray)
4. Sweetwater Texas – 5:34 (Charlie Daniels)

Durata totale: 19:00

## Formazione
- Charlie Daniels - chitarre, voce solista
- Joel Taz DiGregorio - tastiere, accompagnamento vocale
- Tom Crain - chitarre, accompagnamento vocale
- Charlie Hayward - basso
- Fred Edwards - batteria, percussioni
- Don Murray - batteria, percussioni

Ospiti:
- Paul Hornsby - organo (brano: It's My Life)
- Jai Johanny Johanson - congas (brano: Saddle Tramp)
- Toy Caldwell - chitarra steel (brano: Sweetwater Texas)